# Almut Brömmel
Almut Brömmel (Markranstädt, 5 mei 1935) is een atleet uit Duitsland.
Op de Olympische Zomerspelen van 1956 nam Brömmel deel aan de onderdelen discuswerpen en speerwerpen. Op de Olympische Zomerspelen van 1960 nam ze alleen deel aan het onderdeel speerwerpen.
In 1958 nam ze deel aan de Europese kampioenschappen speerwerpen, en werd ze achtste.
- Gemeinsame Normdatei: 1077339585
- Virtual International Authority File: 72144648290521282355